# Wilhelm Deuß

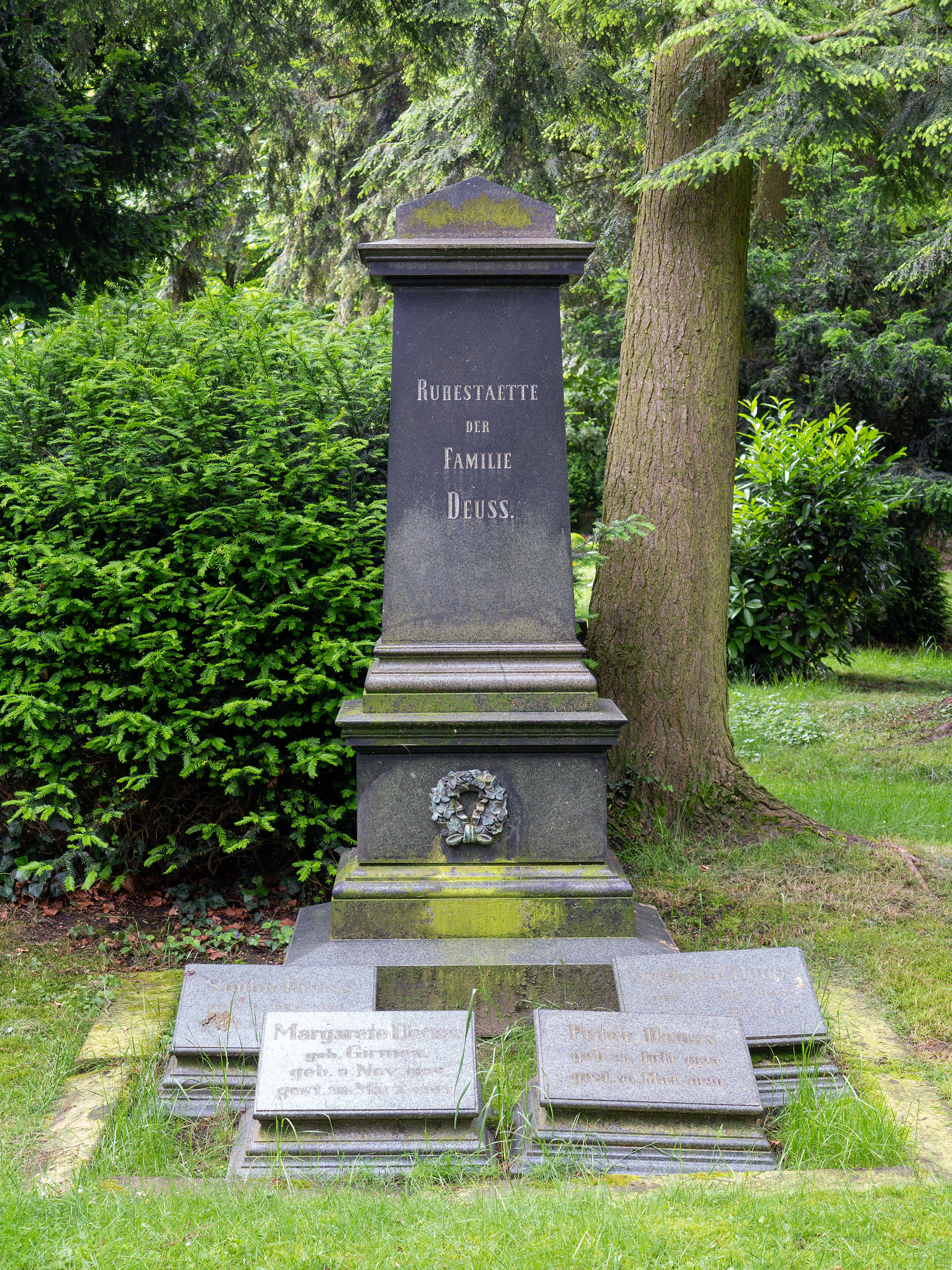
Grabstein Familie Deuß (Hauptfriedhof Krefeld), Grabplatte Wilhelm Deuß obere Reihe, rechts

Wilhelm Deuß (* 3. Juli 1827 in Krefeld; † 22. Dezember 1911 ebenda) war ein deutscher Unternehmer in der Textilindustrie.

## Leben
Wilhelm Deuß wurde 1827 als Sohn eines Bäckers und Schankwirts am Krefelder Schwanenmarkt geboren. Zusammen mit Albert Oetker (aus dem Krefelder Zweig der Familie Oetker) gründete er in den 1880er Jahren die Mechanische Seidenweberei und Tuchfabrik Deuß & Oetker (ab 1920 Teil der Vereinigte Seidenwebereien AG (Verseidag)). In dieser Konstellation galt Deuß als vorzüglicher Seidenfachmann und Einkäufer, sein Sozius Oetker als vorausschauender Kaufmann. Die Fabrikanlage am Rande Schiefbahns machte aus dem von Landwirtschaft und Hauswebereien geprägten Dorf einen modernen Industriestandort, der zu einer der wohlhabendsten Gemeinden am Niederrhein wurde.
Der Krefelder Stadtwald geht auf eine Stiftung Deuß’ im Jahr 1897 anlässlich seines 70. Geburtstags zurück. Als Starthilfe für die Baumaßnahmen ergänzte er die Sachspende von 35 Hektar um 20.000 Mark in bar. 1910 spendete Deuß eine weitere erhebliche Summe, um das Waldgebiet zu erweitern.
Als Zeichen der Dankbarkeit steht gegenüber dem Stadtwaldhaus am Stadtwaldweiher seit 1913 der „Deuß-Tempel“, außerdem heißt die Abschlussstraße am nördlichen Stadtwald „Deußstraße“.
Sein Ehrengrab befindet sich im alten Teil des Hauptfriedhofs (Feld A, Nr. 137–140).